# Приглашение со вкусом смерти
Приглашение со вкусом смерти — американский фильм ужасов/триллер 2002 года режиссёра Марка Энтони Галуццо. Съёмки фильма проходили в период с 3 октября 2000 по 19 ноября 2000 года. Премьера фильма состоялась 15 января 2002 года.

## Сюжет
Молодой парень Ник устраивает в доме своего дяди вечеринку для друзей и сокурсников из колледжа. На вечеринку приходит множество людей, среди которых есть и бывшая девушка Ника и его хорошие друзья. В самый разгар вечеринки, Ник провожает двух гостей до лифта, но вместо того, чтобы распрощаться с ними — убивает. С этого момента Ник начинает одного за одним убивать своих гостей.

## В ролях
| Актёр             | Роль                |
| ----------------- | ------------------- |
| Джеймс Чёрчмен    | Квик Броун Фокс     |
| Шерон Брюно       | женщина-жертва      |
| Скотт Уоркмэн     | мужчина-жертва      |
| А. Скотт          | агент Ханна         |
| С. Б. Аллен       | офицер Гонт         |
| Рич Келли         | детектив Томас      |
| Гленн Куинн       | профессор Хэл Эванс |
| Рик Отто          | Ник Кольер          |
| Лукас Бабин       | Джимми Франклин     |
| Брэнди Андрес     | Джордан             |
| Рено Уилсон       | Гаррет              |
| Джинн Чинн        | Крикет              |
| Брюс Майкл Пейн   | Бартендер           |
| Джейсон Мьюз      | Терри               |
| Махандра Дельфино | Келли               |
| Дэниэл Джозеф     | Джон Скайлс         |
| Джонатан Бэнкс    | Уолтер Франклин     |
| Грейс Забриски    | Мэри Франклин       |
| Нора Зехетнер     | Ли Франклин         |
| Томии Ху          | дядя Аттикус        |

## Техническая информация
- Формат изображения: 1.85 : 1
- Формат копии: 35 mm
- Формат съёмок: 35 mm